# Gregorio María Aguirre y García
Gregorio María Aguirre y García O.F.M.Disc. (ur. 12 marca 1835 w Pola de Gordón, zm. 10 października 1913 w Toledo) – hiszpański duchowny katolicki, franciszkanin, arcybiskup Toledo i prymas Hiszpanii, kardynał.

## Życiorys
Studiował w seminarium w León. W maju 1856 wstąpił do zakonu alkantarzystów (franciszkanów bosych), rok później złożył śluby zakonne. W 1897 jego zakon połączono z franciszkanami. Święcenia kapłańskie przyjął z rąk arcybiskupa Toledo Cirilo de Alameda y Brea we wrześniu 1859. Pracował jako wykładowca i rektor kolegiów jezuickich w Hiszpanii i na Filipinach. W 1884 został mianowany penitencjariuszem bazyliki laterańskiej w Rzymie, ale nie objął godności.
27 marca 1885 został mianowany biskupem Lugo; przyjął sakrę biskupią 21 czerwca 1885 w Madrycie z rąk arcybiskupa Mariano Rampolli del Tindaro, ówczesnego nuncjusza w Hiszpanii. W maju 1894 został przeniesiony na arcybiskupstwo Burgos; pełnił również funkcję administratora apostolskiego Calahorra y La Calzada (1899). 15 kwietnia 1907 papież Pius X wyniósł go do godności kardynalskiej, z tytułem prezbitera San Giovanni a Porta Latina. W kwietniu 1909 kardynał Aguirre y García został arcybiskupem Toledo, zarazem prymasem Hiszpanii i patriarchą Indii Zachodnich. W czerwcu 1911 reprezentował papieża na Kongresie Eucharystycznym w Madrycie w charakterze legata.
W latach 1893–1895 oraz od 1902 był senatorem Królestwa Hiszpanii. Zmarł 10 października 1913 w Toledo. Został pochowany w katedrze metropolitalnej w Toledo.